# Brzozowiszki
Brzozowiszki (lit. Beržiškės; pol. hist. Brzezowiszki) – wieś na Litwie, w okręgu wileńskim, w rejonie wileńskim, w gminie Suderwa.

## Historia
W dwudziestoleciu międzywojennym folwark i trzy zaścianki leżące w Polsce, w województwie wileńskim, w powiecie wileńsko-trockim, w gminie Mejszagoła. W 1931 miejscowość liczyła:
- folwark Brzozowiszki – 10 mieszkańców, zamieszkałych w 1 budynku,
- zaścianek Brzozowiszki I – 26 mieszkańców, zamieszkałych w 5 budynkach,
- zaścianek Brzozowiszki II – 14 mieszkańców, zamieszkałych w 3 budynkach,
- zaścianek Brzozowiszki III – 4 mieszkańców, zamieszkałych w 1 budynku[2].

Po II wojnie światowej w granicach Związku Sowieckiego. Od 1991 na niepodległej Litwie.